# Cathédrale Sainte-Catherine de Kinguissep
Cette  cathédrale n’est pas la seule cathédrale Sainte-Catherine.
La cathédrale Sainte-Catherine ou cathédrale Sainte-Catherine de Kinguissep (en russe : Екатерининский собор) est la principale église orthodoxe de la ville de Kinguissepp, dans l'oblast de Léningrad (anciennement Jamburg ou Jama), construite de 1764 à 1782, dans le style de la période de transition entre le baroque élisabéthain et le classicisme, selon le projet de l'architecte Antonio Rinaldi. C'est aujourd'hui la collégiale du doyenné de Jamburg de l'éparchie de Gatchina érigée en 2013.

## Histoire
En 1703, après la libération de la ville de Jamburg de l'occupation suédoise, une cathédrale en bois au nom de Saint-Michel-Archange est édifiée. Mais, en 1761, elle disparaît dans un incendie.
Le projet de construction d'une nouvelle cathédrale en pierre est confié à l'architecte Antonio Rinaldi. La construction de la cathédrale commence dès que l'impératrice Catherine II édicte son décret du 2 août 1782. Au cours de la construction, l'église en pierre à dôme unique voit son plan considérablement modifié et elle est transformée en une majestueuse cathédrale à cinq dômes. L'intérieur ressemble à une salle de palais. Le peintre G. Kozlov, professeur à l'académie, peint plusieurs icônes pour la décoration des lieux et la ferveur des fidèles.
Le 6 avril 1783 la cathédrale est consacrée et est dédiée à Catherine d'Alexandrie. En 1882, pour le centenaire de la construction, la cathédrale est rénovée et toutes les icônes sont restaurées par le peintre P. P. Koch.
En 1911 est créé un comité de restauration de la cathédrale, dirigé par un général d'infanterie, héros de la guerre russo-turque de 1877-1878, Dmitri Rezvy, mais la restauration n'est finalement pas mise en chantier.
En 1932, la cathédrale est fermée au culte à l'époque soviétique. Elle sert d'entrepôt militaire.
Pendant la grande guerre patriotique, la cathédrale est gravement endommagée par des bombardements et des tirs de l'armée allemande lors du siège de Leningrad.
Une nouvelle restauration est mise en chantier de 1965 à 1979.
D'octobre 1979 à mai 1990 les locaux de la cathédrale sont utilisés pour une exposition historique sur le vieux Jamburg.
L'été 1990, la cathédrale est rendue à la communauté orthodoxe et entre à nouveau en fonction pour les offices liturgiques. La même année, le patriarche Alexis II de Moscou vient la visiter le 13 septembre .
Le 3 juin 1990, jour de la Pentecôte, a lieu le premier service religieux du culte orthodoxe.
Le 17 février 2008, après de nouveaux travaux de restauration, a lieu la consécration par le métropolite de Saint-Pétersbourg et Ladoga Vladimir (Kotliarov).

## Particularités de la construction
La hauteur du clocher atteint 45 mètres.
Le clocher à trois niveaux est construit à côté de l'église du côté ouest. Les fondations sont constituées de grandes dalles dont chaque rangée a été coulée avec des gravats de chaux et de briques. Le socle en pierres de taille est posé sur les fondations, plus haut que le niveau du sol. Les murs et les voûtes sont de briques. Les chapiteaux et les bases sont taillés dans du calcaire.

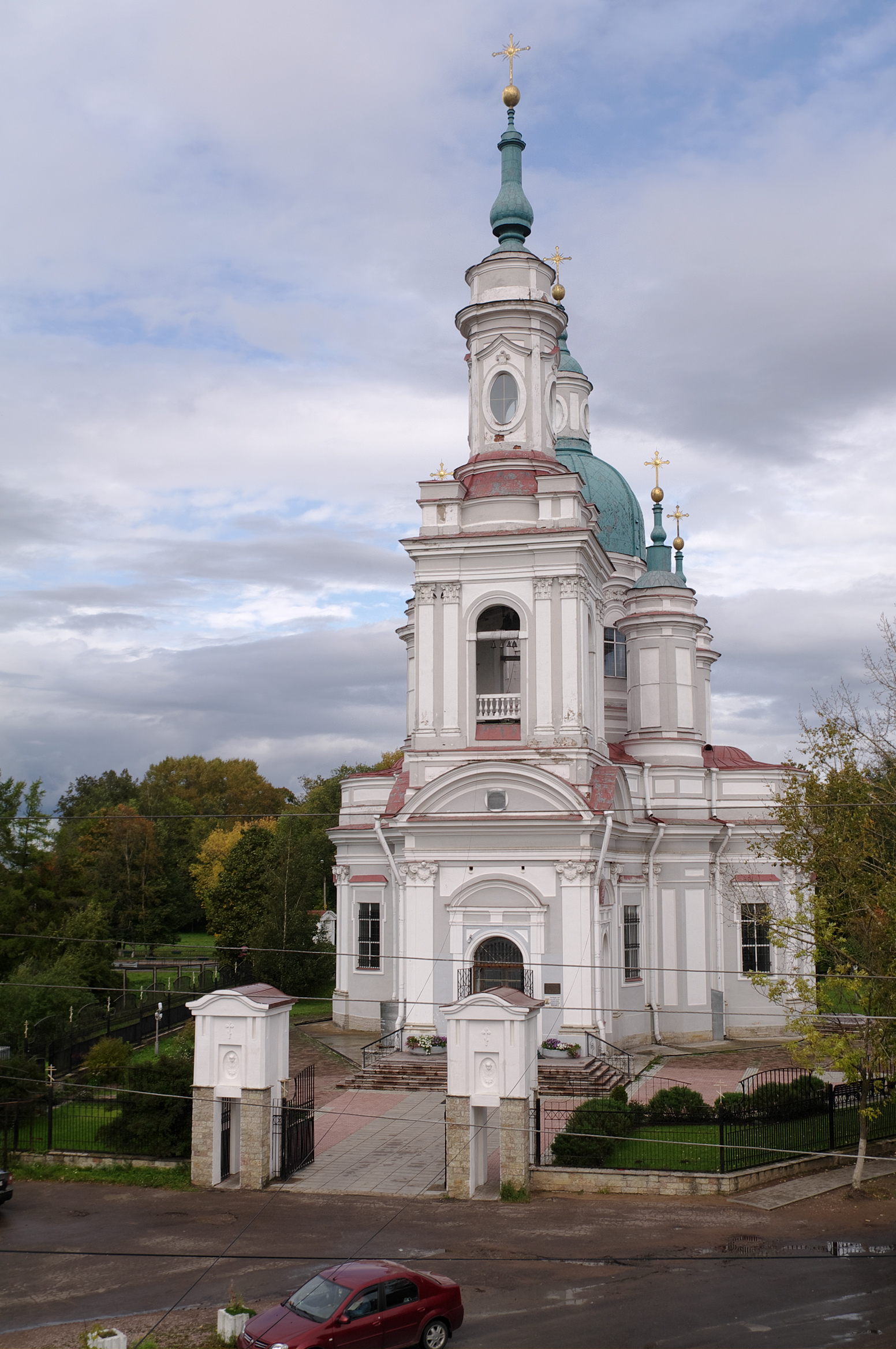
Cathédrale Sainte-Catherine à Kingisepp.

Le plan de l'édifice a la forme d'une croix équilatérale aux extrémités arrondies, sur la diagonale de laquelle sont élevées quatre petites tourelles rondes en plan. Le clocher est placé du côté ouest, son plan est carré et on y accède par un portail qui est l'entrée principale. Mais il y a une autre entrée du côté sud. La partie basse de l'édifice est son socle, constitué de pierres à chaux d'une hauteur de 90 cm sur tout le périmètre.
Les trois portails du clocher sont entourés d'éléments décoratifs. Leurs arcs s'appuient sur deux chambranles. Au-dessus des arcs sont placés des frontons semi-circulaires soutenu par des tasseaux. Un deuxième fronton semi-circulaire surmonte le premier et soutient un petit avant-toit à sa base.

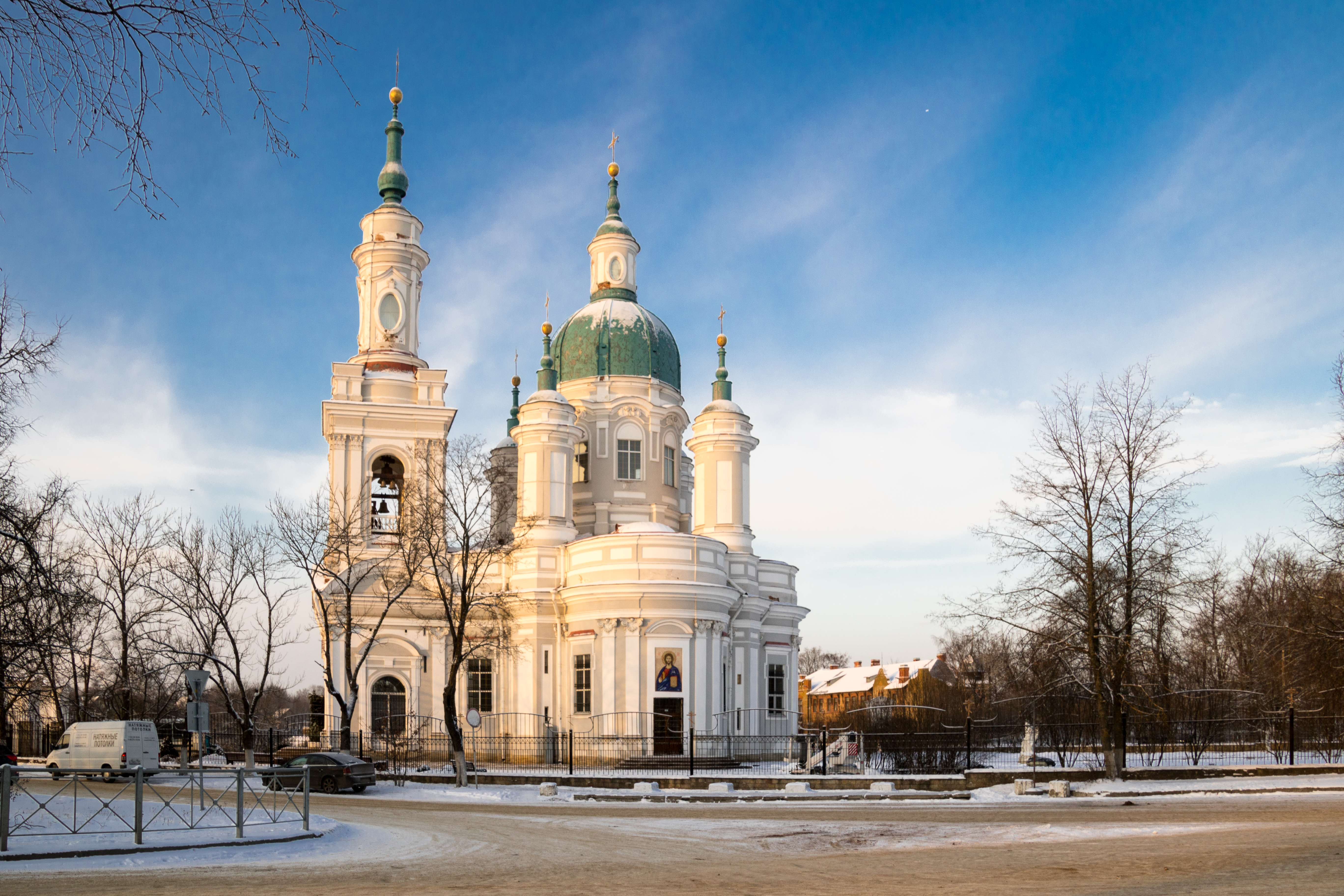
Cathédrale Sainte-Catherine

Toutes les entrées ont un porche en granit et disposent de marches d'accès, mais c'est l'escalier de la porte d'entrée principale en façade qui est le plus haut.
L'intérieur est éclairé par huit grandes fenêtres rectangulaires de 336 cm de haut sur 162 cm de large. Les ouvertures de celles-ci sont caractéristiques de la décoration architecturale du milieu du XVIIIe siècle. Leurs chambranles sont étroits et surmontés d'un fronton. Les façades et le tambour central sont garnis de pilastres doubles, de niches à fond plats et de pilastres brisés. La corniche suit la découpe sophistiquée des toitures. Un parapet en brique enduites couvre tout le périmètre de la construction.
La cathédrale est surmontée, comme c'est la tradition pour les églises russes traditionnelles, de dômes, quatre petits et un grand. Les quatre petits entourent le dôme central dont le tambour fait 9 mètres de diamètre et 10 mètres de haut. Huit grandes fenêtres rectangulaires de 170 cm de large sur 270 cm de hauteur s'ouvrent sur ce tambour. Ces fenêtres sont entourées de simples cadres en plâtre. Au-dessus d'elles des stucs décoratifs blancs garnissent les archivoltes, juste en dessous de la corniche du tambour et du petit avant-toit.
À l'été 2004 les façades de la cathédrale ont reçu de nouvelles couleurs. Dans son aspect actuel, d'importants éléments décoratifs manquent pour apprécier l'état antérieur de l'édifice: des guirlandes, des consoles, des volutes élégantes entre les fenêtres du tambour central et encore 32 vases en albâtre qui ornaient autrefois les dômes et les étages du clocher. Ce décor est perdu depuis le XIXe siècle et il n'a pas été remplacé lors des restaurations précédentes de 1965 à 1978.